# Liste der Baudenkmale in Napier
Die Liste der Baudenkmale in Napier umfasst alle vom New Zealand Historic Places Trust (NZHPT) als „Historic Place“ oder „Historic Area“ eingestuften Baudenkmale und Flächendenkmale der neuseeländischen Stadt Napier. Die Angaben stammen aus dem Register des NZHPT. Die Bezeichnungen der Baudenkmale orientieren sich an diesem Register. In die Liste werden auch bekannte Wahi Tapu (Area), kulturell und religiös bedeutsame Stätten und Gebiete der Māori, aufgenommen. Sie werden jedoch meist nicht publiziert.

| Bild           | Bezeichnung                                                    | Ort    | Anschrift                                                                           | Beschreibung                                                                                          | Bauzeit              | Eintrag            | Nummer | Kat. |
| -------------- | -------------------------------------------------------------- | ------ | ----------------------------------------------------------------------------------- | --- | -------------------- | ------------------ | ------ | ---- |
| weitere Bilder | ASB Bank                                                       | Napier | 100 Hastings Street Karte                                                           | Bankgebäude, heute Filiale der ASB Bank                                                               | 1933–1934            | 12. Dezember 1991  | 1112   | 1    |
| weitere Bilder | A.M.P. Building                                                | Napier | 17 Browning Street Karte                                                            | ehem. Versicherungsgebäude                                                                            | 1933–1934            | 21. September 1989 | 1107   | 1    |
| weitere Bilder | Central Hotel                                                  | Napier | Ecke 183-189 Emerson Street und Dalton Street Karte                                 | ehem. Hotel im Stil des Art déco, 2012 Nachtclub und Restaurant                                       | 1931                 | 27. Juni 1985      | 1114   | 1    |
| weitere Bilder | Criterion Hotel                                                | Napier | Ecke 48 Emerson Street und Market Street, Tennyson Street und Hastings Street Karte | Hotel                                                                                                 | 1932                 | 16. November 1989  | 1128   | 1    |
| weitere Bilder | Daily Telegraph Building                                       | Napier | 49 Tennyson Street Karte                                                            | Zeitungsgebäude                                                                                       | 1933                 | 21. September 1989 | 1129   | 1    |
| weitere Bilder | Harstons Building                                              | Napier | 33-35 Hastings Street Karte                                                         | Ladengeschäft, 2012 Pub                                                                               | 1930                 | 21. September 1989 | 1143   | 1    |
| weitere Bilder | Hawke's Bay Club                                               | Napier | Ecke 53A Marine Parade,Browning Street und Byron Street Karte                       | Clubhaus                                                                                              | 1906                 | 24. November 1983  | 180    | 1    |
| weitere Bilder | Market Reserve Building                                        | Napier | 28-34 Tennyson Street / Market Street Karte                                         | Laden- und Bürogebäude, bedeutsam als erstes nach dem Erdbeben 1931 in Napier errichtetes Bauwerk     | 1932                 | 16. November 1989  | 4413   | 1    |
| weitere Bilder | Municipal Theatre                                              | Napier | 119 Tennyson Street Karte                                                           | Theater                                                                                               | 1937–1938            | 21. September 1989 | 4980   | 1    |
| weitere Bilder | Napier Courthouse                                              | Napier | 59 Marine Parade Karte                                                              | ehem. Gerichtsgebäude                                                                                 | 1875                 | 28. Juni 1990      | 1127   | 1    |
| weitere Bilder | Napier Prison Wall                                             | Napier | 55 Coote Road Karte                                                                 | Gefängnismauer                                                                                        | 1904–1905            | 1. September 1983  | 181    | 1    |
| BW             | Napier Soldiers' Club                                          | Napier | Ecke 39 Marine Parade und Seaview Terrace Karte                                     | ehem. Clubhaus                                                                                        | 1916                 | 26. Juni 2009      | 9967   | 1    |
| weitere Bilder | Ormond Chapel                                                  | Napier | 55 Chaucer Road, Hospital Hill Karte                                                | ehem. Schule, heute Kirche                                                                            | 1864                 | 28. Juni 1990      | 182    | 1    |
| weitere Bilder | Otatara Pā                                                     | Napier | Springfield Road, Taradale Karte                                                    | archäologischer Fundplatz: einer der frühesten und größten Pā-Anlagen (befestigte Siedlung der Māori) | 1500–1600            | 22. Januar 1985    | 6418   | 1    |
| weitere Bilder | Public Trust Building                                          | Napier | Ecke 100 Tennyson Street und Dalton Street Karte                                    | Verwaltungsgebäude, heute Turnhalle und Läden                                                         | 1921–1922            | 21. September 1989 | 1167   | 1    |
| weitere Bilder | Rothmans Building / National Tobacco Company Building          | Napier | Ecke Bridge Street und Ossian Street, Ahuriri Karte                                 | ehem. Büro eines Tabakunternehmens, heute Museum und Läden                                            | 1925                 | 21. September 1989 | 1170   | 1    |
| weitere Bilder | T & G Building                                                 | Napier | Ecke Marine Parade und Emerson Street Karte                                         | ehem. versicherung, heute Konferenzzentrum und Restaurant                                             | 1935                 | 27. Juni 1985      | 183    | 1    |
| weitere Bilder | 1897 Flood Heroism Memorial                                    | Napier | Marine Parade and Seaview Terrace Karte                                             | Denkmal                                                                                               | 1900                 | 20. Februar 2020   | 1115   | 2    |
| weitere Bilder | Colenso House (Central Portion)                                | Napier | 10 Colenso Avenue, Hospital Hill Karte                                              | Wohnhaus                                                                                              | n.a.                 | 7. April 1983      | 1118   | 2    |
| weitere Bilder | Former Customhouse (now Ministry of Agriculture and Fisheries) | Napier | 1 Custom Quay Karte                                                                 | Zollhaus, ehemaliges                                                                                  | n.a.                 | 7. April 1983      | 1136   | 2    |
| BW             | House                                                          | Napier | 23 Childers Road Karte                                                              | Wohnhaus                                                                                              | n.a.                 | 7. April 1983      | 1144   | 2    |
| BW             | Resthaven (Dwelling, Formerly Troutbeck)                       | Napier | 115 Chaucer Road North, Hospital Hill Karte                                         | Wohnhaus                                                                                              | n.a.                 | 7. April 1983      | 1168   | 2    |
| BW             | Shepherds Cottage                                              | Napier | 20 Battery Road, Ahuriri Karte                                                      | Wohnhaus                                                                                              | n.a.                 | 7. April 1983      | 1171   | 2    |
| BW             | Balquhidder House                                              | Napier | 5 Balquhidder Road, Hospital Hill Karte                                             | Wohnhaus                                                                                              | n.a.                 | 7. April 1983      | 1174   | 2    |
| BW             | Petane Grange                                                  | Napier | 45 Eskdale Drive, R.D. 2 Karte                                                      | Wohnhaus                                                                                              | n.a.                 | 7. April 1983      | 2746   | 2    |
| BW             | Ben Lomond                                                     | Napier | 18 Clyde Road, Middle Hill East Karte                                               | Wohnhaus                                                                                              | n.a.                 | 7. April 1983      | 2790   | 2    |
| weitere Bilder | Knox Church (Presbyterian)                                     | Napier | McAuley Street und Waghorn Street, Port Ahuriri Karte                               | Kirche, presbyterianische                                                                             | n.a.                 | 7. April 1983      | 2792   | 2    |
| BW             | Cluden Bank (Dwelling, Formerly Bishopcourt)                   | Napier | 24 Clyde Road, Middle Hill East Karte                                               | Wohnhaus, ehemals Bischofsresidenz                                                                    | n.a.                 | 7. April 1983      | 2793   | 2    |
| BW             | Borough Council Chambers (Former)                              | Napier | 3 Tennyson Street und 5 Herschell Street Karte                                      | Verwaltungsgebäude, ehemaliges                                                                        | 1884                 | 24. Juni 2005      | 2794   | 2    |
| BW             | House                                                          | Napier | 31 Coote Road Karte                                                                 | Wohnhaus                                                                                              | n.a.                 | 7. April 1983      | 2796   | 2    |
| BW             | Hawke's Bay Provincial Hospital (Former)                       | Napier | 2 Sealy Road und Harvey Road, Middle Hill WeStreet Karte                            | Krankenhaus, ehemaliges                                                                               | 1858–1860            | 7. April 1983      | 2797   | 2    |
| BW             | House                                                          | Napier | 3 Hadfield Terrace Karte                                                            | Wohnhaus                                                                                              | n.a.                 | 7. April 1983      | 2799   | 2    |
| BW             | House                                                          | Napier | 181 Shakespeare Road Karte                                                          | Wohnhaus                                                                                              | n.a.                 | 7. April 1983      | 2800   | 2    |
| BW             | House                                                          | Napier | 22 Shakespeare Road Karte                                                           | Wohnhaus                                                                                              | n.a.                 | 7. April 1983      | 2801   | 2    |
| BW             | Lincoln Grange                                                 | Napier | 16 Lincoln Road, Middle Hill WeStreet Karte                                         | Wohnhaus                                                                                              | n.a.                 | 7. April 1983      | 2802   | 2    |
| weitere Bilder | McGruer's Building                                             | Napier | 65 Emerson Street Karte                                                             | Büro- und Geschäftshaus                                                                               | n.a.                 | 27. November 1983  | 2803   | 2    |
| BW             | Maihia                                                         | Napier | 11 Hukarere Road, Middle Hill East Karte                                            | Wohnhaus                                                                                              | n.a.                 | 7. April 1983      | 2804   | 2    |
| weitere Bilder | RSA Building                                                   | Napier | 176 Dickens Street Karte                                                            | Clubhaus, ehemaliges                                                                                  | n.a.                 | 27. November 1986  | 2806   | 2    |
| weitere Bilder | Sainsbury, Logan and Williams Building                         | Napier | 35 Tennyson Street & Cath. Lane Karte                                               | Bürogebäude                                                                                           | n.a.                 | 27. November 1986  | 2810   | 2    |
| weitere Bilder | State Theatre                                                  | Napier | Dickens Street und 110 Dalton Street Karte                                          | Theater/Opernhaus                                                                                     | n.a.                 | 27. November 1986  | 2812   | 2    |
| weitere Bilder | Napier Fire Station Flats (Former)                             | Napier | 157 Tennyson Street Karte                                                           | Wohnhäuser der Feuerwache Napier, ehemalige                                                           | n.a.                 | 27. November 1986  | 4811   | 2    |
| weitere Bilder | Fire Chief's House (Former)                                    | Napier | 155 Tennyson Street Karte                                                           | Wohnhaus des Feuerwehrhauptmanns, ehemaliges                                                          | n.a.                 | 27. November 1986  | 4812   | 2    |
| weitere Bilder | Hildebrandt's Building                                         | Napier | 90 Tennyson Street und 18 Dalton Street Karte                                       | Bürogebäude                                                                                           | n.a.                 | 27. November 1986  | 4813   | 2    |
| weitere Bilder | Scinde Building                                                | Napier | 71 Tennyson Street Karte                                                            | Bürogebäude                                                                                           | n.a.                 | 27. November 1986  | 4814   | 2    |
| weitere Bilder | Ministry of Transport Building                                 | Napier | 71 Tennyson Street und Church Lane Karte                                            | Bürogebäude                                                                                           | n.a.                 | 27. November 1986  | 4815   | 2    |
| weitere Bilder | Munster Chambers                                               | Napier | 61 Tennyson Street Karte                                                            | Bürogebäude                                                                                           | n.a.                 | 27. November 1986  | 4816   | 2    |
| weitere Bilder | Tennyson Chambers                                              | Napier | 54 Tennyson Street Karte                                                            | |                      |                    | 4817   | 2    |
| weitere Bilder | Gladstone Chambers                                             | Napier | 50 Tennyson Street Karte                                                            | Bürogebäude                                                                                           | n.a.                 | 27. November 1986  | 4818   | 2    |
| weitere Bilder | Bowman Building                                                | Napier | 36-40 Tennyson Street Karte                                                         | Bürogebäude                                                                                           | n.a.                 | 27. November 1986  | 4819   | 2    |
| weitere Bilder | Hawkes Bay County Council Offices (Former)                     | Napier | 12 Browning Street Karte                                                            | Bürogebäude                                                                                           | n.a.                 | 27. November 1986  | 4820   | 2    |
| weitere Bilder | Parker's Chambers                                              | Napier | 10 Herschell Street und 24a Hastings Street (zwei angrenzende Gebäude) Karte        | Bürogebäude                                                                                           | n.a.                 | 27. November 1986  | 4821   | 2    |
| weitere Bilder | Sound Shell and Skating Rink                                   | Napier | 100 Marine Parade Karte                                                             | Musikpavillon                                                                                         | n.a.                 | 27. November 1986  | 4822   | 2    |
| weitere Bilder | Hawke's Bay Chambers                                           | Napier | 78-82 Emerson Street Karte                                                          | Bürogebäude                                                                                           | n.a.                 | 27. November 1986  | 4823   | 2    |
| weitere Bilder | Colin Townshend's Audiovisual Building                         | Napier | 122-132 Emerson Street Karte                                                        | Ladengeschäft                                                                                         | n.a.                 | 27. November 1986  | 4824   | 2    |
| weitere Bilder | Eastern & Central Trusteebank Building                         | Napier | 131 Emerson Street Karte                                                            | Bankfiliale                                                                                           | n.a.                 | 27. November 1986  | 4825   | 2    |
| weitere Bilder | Self Help-Shoppers Building                                    | Napier | 144 Emerson Street Karte                                                            | Ladengeschäft                                                                                         | n.a.                 | 27. November 1986  | 4826   | 2    |
| weitere Bilder | Briascos' Buildings                                            | Napier | 162 Emerson Street Karte                                                            | Bürogebäude                                                                                           | n.a.                 | 27. November 1986  | 4827   | 2    |
| weitere Bilder | Kidson's Corner Building                                       | Napier | 170-172 Emerson Street und 26-28 Dalton Street Karte                                | Büro- und Geschäftshaus                                                                               | n.a.                 | 27. November 1986  | 4828   | 2    |
| weitere Bilder | Post Box                                                       | Napier | Emerson Street and Dalton Street Karte                                              | Briefkasten                                                                                           | 1905                 | 27. November 1986  | 4829   | 2    |
| weitere Bilder | C E Rogers Building                                            | Napier | 190 Emerson Street Karte                                                            | Bürogebäude                                                                                           | n.a.                 | 27. November 1986  | 4830   | 2    |
| weitere Bilder | Golden Crown Chinese Restaurant                                | Napier | 38 Dickens Street Karte                                                             | Restaurant, chinesisches                                                                              | n.a.                 | 27. November 1986  | 4832   | 2    |
| weitere Bilder | Paxies Restaurant Building                                     | Napier | 180-184 Hastings Street Karte                                                       | Restaurant                                                                                            | n.a.                 | 27. November 1986  | 4835   | 2    |
| BW             | Heipipi                                                        | Napier | 681 Main North Road, State Highway 2, Bay View Karte                                | Pā, Abfallhaufen                                                                                      | n.a.                 | 2. Juni 1994       | 6728   | 2    |
| BW             | House                                                          | Napier | 571 Marine Parade Karte                                                             | Wohnhaus                                                                                              | 1920er Jahre         | 14. Juli 1995      | 7241   | 2    |
| BW             | House                                                          | Napier | 10 Elizabeth Road, Bluff Hill Karte                                                 | Wohnhaus                                                                                              | n.a.                 | 23. September 2005 | 7629   | 2    |
| BW             | Napier City Centre Historic Area                               | Napier | Stadtzentrum einschließlich Clive Square und Memorial Square Karte                  | Stadtzentrum                                                                                          | 1890–1896 (zwischen) |                    | 7022   | HA   |
| BW             | Pania Reef                                                     | Napier | Napier Harbour Karte                                                                | Riff, für die Māori bedeutsamer Platz zum Sammeln von Meeresfrüchten                                  | n.a.                 | 14. Juni 2000      | 7494   | WTA  |